# Guvernul Lascăr Catargiu (2)
Guvernul Lascăr Catargiu (2) a fost un consiliu de miniștri care a guvernat România în perioada 11 martie 1871 - 30 martie 1876.

## Componența
- Președintele Consiliului de Miniștri

Lascăr Catargiu (11 martie 1871 - 30 martie 1876)
- Ministrul de interne

Lascăr Catargiu (11 martie 1871 - 30 martie 1876)
- Ministrul de externe

Gheorghe Costaforu (11 martie 1871 - 27 aprilie 1873)
ad-int. Lascăr Catargiu (27 - 28 aprilie 1873)
Vasile Boerescu (28 aprilie 1873 - 7 noiembrie 1875)
ad-int. Lascăr Catargiu (7 noiembrie 1875 - 30 ianuarie 1876)
Ion Bălăceanu (30 ianuarie - 30 martie 1876)
- Ministrul finanțelor

Petre Mavrogheni (11 martie 1871 - 7 ianuarie 1875)
George Gr. Cantacuzino (7 ianuarie 1875 - 30 ianuarie 1876)
Ion Strat (30 ianuarie - 30 martie 1876)
- Ministrul justiției

Nicolae Crețulescu (11 martie 1871 - 28 octombrie 1872)
Manolache Costache Epureanu (28 octombrie 1872 - 31 martie 1873)
ad-int. General Christian Tell (31 martie - 25 octombrie 1873)
Alexandru N. Lahovari (25 octombrie 1873 - 30 martie 1876)
- Ministrul de război

General Christian Tell (11 - 14 martie 1871)
General Ioan Em. Florescu (14 martie 1871 - 30 martie 1876)
- Ministrul cultelor și instrucțiunii publice

ad-int. Gheorghe Costaforu (11 - 14 martie 1871)
General Christian Tell (14 martie 1871 - 9 ianuarie 1874)
ad-int. Vasile Boerescu (9 ianuarie - 7 aprilie 1874)
Titu Maiorescu (7 aprilie 1874 - 30 ianuarie 1876)
Petre P. Carp (30 ianuarie - 30 martie 1876)
- Ministrul lucrărilor publice

ad-int. Nicolae Crețulescu (11 martie - 8 iunie 1871)
Nicolae Crețulescu (8 iunie 1871 - 16 decembrie 1873)
George Gr. Cantacuzino (16 decembrie 1873 - 7 ianuarie 1875)
Theodor Rosetti (7 ianuarie 1875 - 31 martie 1876)
ad-int. Alexandru N. Lahovari (31 martie - 4 aprilie 1876)

## Sursa
- Stelian Neagoe - "Istoria guvernelor României de la începuturi - 1859 până în zilele noastre - 1995" (Ed. Machiavelli, București, 1995)

| Precedat(ă) de: Guvernul Ion Ghica (3) | Guvernul Lascăr Catargiu (2) 11 martie 1871 - 30 martie 1876 | Succedat(ă) de: Guvernul Ioan Em. Florescu (1) |